# آبراداتس

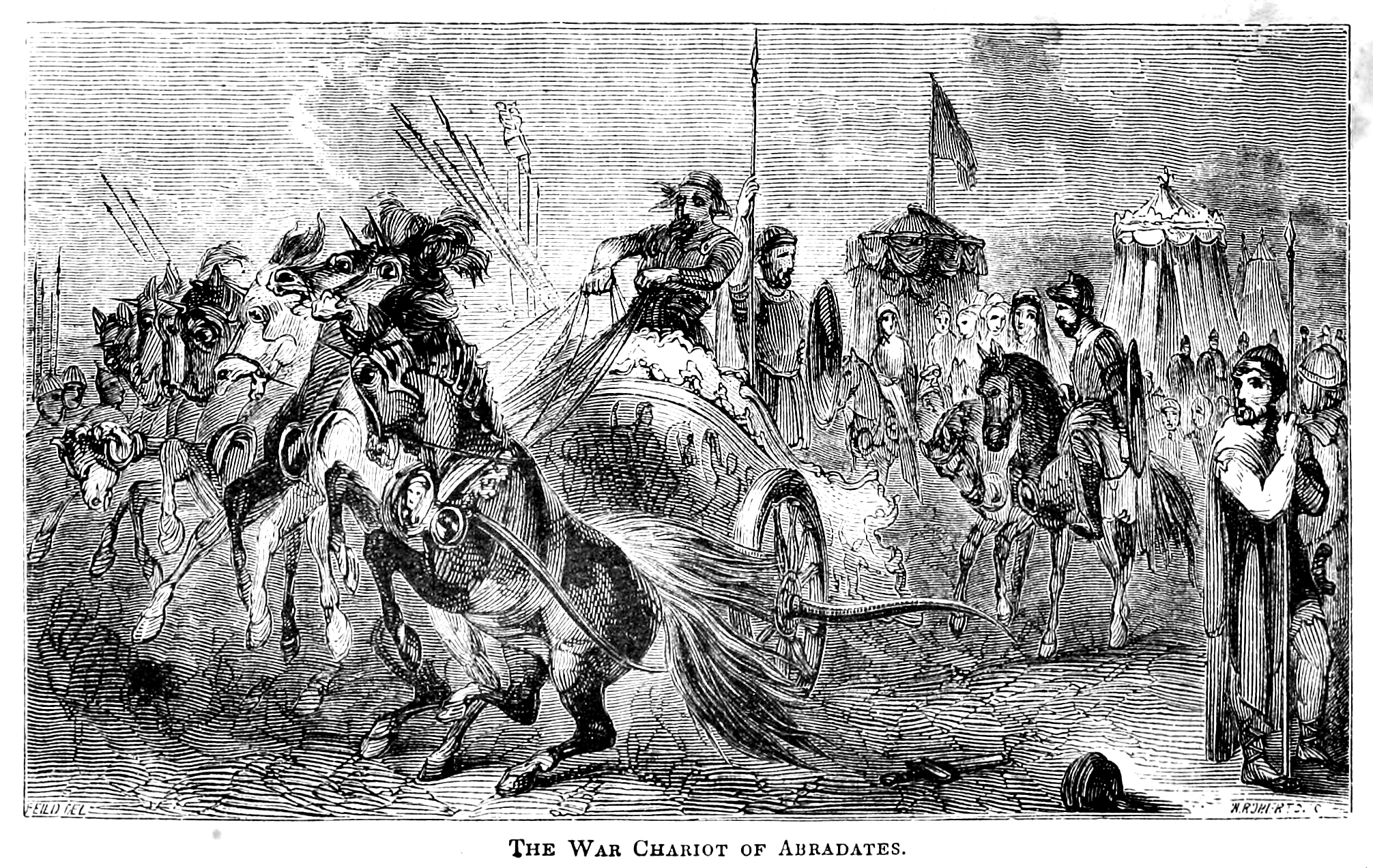
ارابه جنگی آبراداتس در میانه نبرد

آبراداتاس (یونانی: Αβραδάτας؛ حدود قرن ششم قبل از میلاد) پادشاه، شوش بود که در کتاب سیروپدیای زنوفون (گزنفون) نام برده شده بود. بر طبق نوشته‌های گزنوفون در زمانی که کوروش هنوز خراجگزار هووخشتره دوم بوده، او متحد آشورها در برابر کوروش کبیر بود. در حالی که آبراداتاس به مأموریتی به باختر رفته بود. همسرش پانته آ توسط کوروش در جریان فتح اردوگاه آشور به اسارت کوروش درآمد، در نتیجه رفتار شرافتمندانه کوروش با همسرش وی با نیروهای خود به کوروش پیوست. وی در زمان فتح لیدیا در سال ۵۴۷ قبل از میلاد در حال نبرد با ارتش کرزوس کشته شد. پانته آ در غم از دست دادن او خودکشی کرد. سه ندیمه او نیز به دنبال او خودکشی نمودند. کوروش به افتخار او پشته بلندی برافراشت و بر روی ستونی بر بالای آن تپه نام پانته آ و آبراداتس را به زبان آشوری حک نمود.
عاشقانه‌های آبراداتاس و پانته آ بخش قابل توجهی از نیمه دوم کتاب سیروپدیای زنوفون (گزنفون) را تشکیل می‌دهد.